# Station Stalowa Wola Południe
Station Stalowa Wola Południe is een spoorwegstation in de Poolse plaats Stalowa Wola.